# Sobo (deïtat)
A la religió vodú, Sobo (nom alternatiu: Gran Sobo) és un loa soldat que governa el tro.
Sempre se'l representa amb el seu inseparable company/germà Bade, que és el loa del vent. Junts estan representats per la imatge catòlica dels sants Cosme i Damià. Probablement és d'origen africà occidental i el seu símbol és un ariet en flames.